# وو لی
وو لی (چینی: 武磊؛ زادهٔ ۱۹ نوامبر ۱۹۹۱) بازیکن فوتبال اهل چین است.عضو باشگاه فوتبال شانگهای پورت چین است.
وی سابقه ۹۶ بازی و ۳۶ گل ملی برای تیم ملی فوتبال چین در کارنامه دارد.